# Carl von Moers
Carl von Moers (* 9. Dezember 1871 in Neuwied, Rheinprovinz; † 26. Mai 1957 in Bonn) war ein deutscher Vielseitigkeitsreiter und Dressurreiter, der 1912 an den Olympischen Spielen teilnahm.
Rittmeister Carl von Moers belegte bei den Olympischen Spielen 1912 auf New Bank den 12. Platz im Dressurreiten. Anschließend nahm er mit May-Queen am Vielseitigkeitswettbewerb teil, wo er in der Einzelwertung den 15. Platz belegte. In der Mannschaftswertung war er vierter deutscher Reiter hinter Eduard von Lütcken, Richard von Schaesberg-Tannheim und Harry von Rochow und kam nicht in die Wertung, als er mit seinen Mannschaftskameraden die Silbermedaille gewann.